# Coupe de France de basket-ball en fauteuil roulant 2016
Navigation
Édition précédente Édition suivante
Le Cannet détient le trophée de l'édition 2015 de la Coupe de France, remporté face à Meaux à la Halle Carpentier de Paris.

## Déroulement
Les groupes du premier tour de la Coupe de France sont établis en fonction du classement des équipes en championnat après la neuvième journée. Ce classement prend en compte, en cas d'égalité, les rencontres particulières entre deux équipes possédant le même nombre de points.

## Premier tour (plateaux 1/2 finales)

### Groupe A
| Groupe A |                    |     |   |   |     |     |      |     |       |
|          | Équipe             | Pts | G | P | PP  | PC  | Diff | Dép | Moy   |
| 1        | HB Le Cannet CA    | 6   | 3 | 0 | 223 | 143 | +80  |     | 74-48 |
| 2        | CS Meaux           | 5   | 2 | 1 | 219 | 173 | +46  |     | 73-58 |
| 3        | Le Puy en Velay HB | 4   | 1 | 2 | 169 | 202 | -33  |     | 56-67 |
| 4        | Thonon CH          | 3   | 0 | 3 | 126 | 219 | -103 |     | 42-73 |

| Légende | Légende                                       |
| ------- | --------------------------------------------- |
|         | Qualifié pour la finale de la Coupe de France |

### Groupe B
| Groupe B |               |     |   |   |     |     |      |     |       |
|          | Équipe        | Pts | G | P | PP  | PC  | Diff | Dép | Moy   |
| 1        | Hyères HC     | 6   | 3 | 0 | 237 | 171 | +66  |     | 79-57 |
| 2        | LDG Bordeaux  | 4   | 1 | 2 | 176 | 188 | -12  | +6  | 59-63 |
| 3        | Toulouse IC   | 4   | 1 | 2 | 188 | 201 | -13  | +4  | 63-67 |
| 4        | HSB Marseille | 4   | 1 | 2 | 158 | 199 | -41  | -10 | 53-66 |

| Légende | Légende                                       |
| ------- | --------------------------------------------- |
|         | Qualifié pour la finale de la Coupe de France |

## Finale
| 30 avril 2016 12 h 30 | Résumé | HB Le Cannet CA                                             | 71-70  | Hyères HC              | ap | AccorHotels Arena Bercy Paris |
| 30 avril 2016 12 h 30 | Résumé | Score par quart-temps : 16-9, 20-15, 9-20, 16-17, OT : 10-9 |        |                        | ap | AccorHotels Arena Bercy Paris |
| 30 avril 2016 12 h 30 | Résumé | Score par mi-temps : 36-24, 35-46                           |        |                        | ap | AccorHotels Arena Bercy Paris |
| 30 avril 2016 12 h 30 | Résumé | Guedoun 26 Belaïd 18                                        | Points | Jouanserre 33 Duran 14 | ap | AccorHotels Arena Bercy Paris |